# 昂昂渓区
昂昂渓区（こうこうけい-く）は、中華人民共和国黒竜江省チチハル市に位置する市轄区。

## 地理
本県の北央部、国道G111号線沿いに阿西湖がある。

## 歴史
昂昂渓は清末の呼称である昂阿奇屯が転訛したものである。昂阿奇とはダウール語で「狩猟場」を意味する。清末に東清鉄道が建設されると、昂昂渓は鉄道附属地となり駅が設置されたことで商工業が発展し集落が形成されるようになった。1909年には北に離れたチチハル市街地との間に満洲で初となる民族資本の鉄道の斉昂軽便鉄路が開通している。しかし1926年に新たなに洮昂線が開通すると新興都市である洮南・通遼への人口流出が続き、1926年に2.4万人であった人口が1937年には1.3万人まで減少している。
1938年、満洲国は街村制を施行、昂昂渓は竜江県昂昂渓街となり、戦後の1946年6月、竜東県が設置され県政府が昂昂渓街に設置された。1948年3月、竜東県が竜江県に編入されると第九区と改称され、1952年10月に区級の昂昂渓鎮が、更に1954年10月、チチハル市に編入された際に昂昂渓区に改編された。

## 行政区画
下部に4街道、1鎮、1民族鎮を管轄：
- 街道弁事処：新興街道、新建街道、林機街道、道北街道
- 鎮：楡樹屯鎮
- 民族鎮：水師営満族鎮

## 交通

### 鉄道
- 中国国家鉄路集団
  - 中国鉄路ハルビン局集団公司
    - 浜洲線（ハルビン方面）- 紅旗営駅 - 昂昂渓駅 -（満洲里方面）
    - 平斉線（四平方面）- 三間房駅（中国語版） - 楡樹屯駅（中国語版） - 大民屯駅（中国語版） -（チチハル方面）

### 道路
- 高速道路
  -  嫩泰高速道路
- 国道
  -  G111国道（中国語版）

## 健康・医療・衛生
- チチハル市昂昂溪区人民医院